# 요다 유이치
요다 유이치(일본어: 要田 勇一 1977년 6월 25일 ~ )는 일본의 전직 축구 선수이자 현 축구 지도자로 현역 시절 비셀 고베, 요코하마 FC, 제프 유나이티드 지바에서 공격수로 활동했으며 현재 나데시코 리그의 닛파츠 요코하마 FC 시걸스 사령탑을 맡고 있다.

## 구단 경력
1996년 J1리그의 비셀 고베에 입단했다. 2000년 일본 풋볼 리그의 요코하마 FC에 입단했다. 2000년 일본 풋볼 리그 우승으로 J2리그로 승격했다. 2004년부터 2006년까지 J1리그의 제프 유나이티드 지바에서 뛰었다.